# Telomoyo
Telomoyo (Indonesisch: Gunung Telomoyo) is een stratovulkaan op het Indonesische eiland Java in de provincie Midden-Java.